# Trolleybus de Forbach
Le trolleybus de Forbach était un réseau de transports en commun de la ville de Forbach. Le trolleybus fonctionne entre 1951 et 1970, en remplacement de l'unique ligne de l'ancien tramway de Forbach.

## Histoire
- 1950-1951 : construction de la ligne
- 1951 : ouverture de la ligne
- 1970 : fermeture de la ligne

## Matériel roulant
À son apogée, le réseau comprend :
- 5 Vétra VBRh
- 1 Vétra-Berliet ELR

## Annexe